# Raymond Itterbeek
Raymond Itterbeek (Sint-Pieters-Woluwe 1922 – 9 oktober 2015) was een Brussels lid van het Belgisch verzet in de Tweede Wereldoorlog.

## Biografie
Itterbeek was een voormalig leider van de scouts. In 1941 werd hij samen met zijn ouders lid van het verzet.
In september 1942 bracht hij twee Joodse kinderen die lid waren geweest van zijn scoutsgroep (de dertienjarige Marianne Rosenbaum en haar elfjarige broer Stephan) naar een veilige plek in Bassines, een deelgemeente van Havelange. Hun grootmoeder werd opgevangen bij Astère Bogaert, een cellist. De ouders (Charles en Susan) werden eerst opgevangen in een studentenhuis dat echter onder toezicht stond. Itterbeek overtuigde hierop zijn grootmoeder Rosalie Cuvelier om Charles en Susan op te vangen. Tijdens schoolvakanties kwamen de kinderen soms op bezoek. In 1943 trokken de kinderen definitief in bij Cuvelier. 
Raymond Itterbeek zorgde ervoor dat ze aan voedselbonnen raakten, en bezorgde Charles een valse identiteit. Hij bouwde ook een verstopte bergplaats in het huis van zijn grootmoeder.
Als verzetsman was Itterbeek vanaf 1943 met zijn vader (Félicien) en moeder (Alice Rels) ook betrokken bij het zoeken naar huisvesting voor neergeschoten geallieerde piloten via de evacuatielijn Comète, die trachtte de piloten naar het neutrale Spanje te brengen. Itterbeek werd op 4 januari 1944 gearresteerd toen hij met twee piloten met de trein op weg was naar Rijsel. Hij werd ondervraagd en gemarteld in de gevangenis van Loos maar verklapte niets. Hij werd vervolgens terug naar Brussel gevoerd en vervolgens naar Nazi-Duitsland gedeporteerd. Hij kreeg op 23 juli 1944 de doodstraf, die echter niet direct werd uitgevoerd. In april 1945 werd hij bevrijd door het Amerikaans leger.
Itterbeeks ouders werden omwille van hun werk bij de kommetlijn enkele maanden later eveneens gearresteerd en gedeporteerd door de Duitsers. Zijn vader kreeg net als zijn zoon de doodstraf. Beide ouders overleefden echter eveneens hun opsluiting in een concentratiekamp. De Rosenbaums bleven tot de bevrijding veilig in het huis van zijn grootmoeder Rosalie, op een ogenblik dat zowel Rosalie's kind als kleinkind gedeporteerd waren.
Na de oorlog bleef Itterbeek actief in verenigingen van oud-strijders en verzetsleden, en verkondigde hij aan de jeugd de boodschap dat vrijheid een gegeven is dat gekoesterd moet worden. Hij deelde toen hij 85 was zijn ervaringen onder meer nog aan schoolkinderen die het Fort van Breendonk bezochten.
In 2006 gaf hij het boek Follow me uit waarin hij zijn ervaringen bundelde.
Op 6 januari 1997 verleende het Jad Wasjem Itterbeek en zijn grootmoeder de titel Rechtvaardige onder de Volkeren.